# Pseudocolopteryx
Pseudocolopteryx es un género de aves paseriformes perteneciente a la familia Tyrannidae que agrupa a especies originarias de Sudamérica, donde se distribuyen desde el sur de Colombia, Venezuela y Guyana hasta el centro de Argentina y Chile. A sus miembros se les conoce por el nombre vulgar de doraditos y también piojitos.

## Etimología
El nombre genérico femenino «Pseudocolopteryx» se compone de la palabra del griego «pseudos» que significa ‘falso’, y de «Colopteryx», que es un género obsoleto de atrapamoscas pigmeos (Ridgway, 1888).

## Características
Las aves de este género son pequeños tiránidos midiendo alrededor de 11 cm de longitus, de picos finos, partes inferiores amarillo brillante (de donde proviene el nombre doradito) y superiores oliváceas. Son bastante escasos y habitan principalmente en bañados y esteros.

## Lista de especies
Según las clasificaciones del Congreso Ornitológico Internacional (IOC) y Clements Checklist/eBird, agrupa a las siguientes especies, con el respectivo nombre común de acuerdo a la Sociedad Española de Ornitología (SEO):
| Imagen | Nombre científico             | Autor                          | Nombre común      | Estado de conservación | Distribución |
| ------ | ----------------------------- | ------------------------------ | ----------------- | ---------------------- | ------------ |
|        | Pseudocolopteryx dinelliana   | Lillo, 1905                    | doradito tucumano | NT                     |              |
|        | Pseudocolopteryx sclateri     | (Oustalet), 1892               | doradito copetón  | LC                     |              |
|        | Pseudocolopteryx acutipennis  | (P.L. Sclater & Salvin), 1873  | doradito oliváceo | LC                     |              |
|        | Pseudocolopteryx flaviventris | (d'Orbigny & Lafresnaye), 1837 | doradito común    | LC                     |              |
|        | Pseudocolopteryx citreola     | (Landbeck), 1864               | (doradito limón)  | LC                     |              |

## Taxonomía
Ábalos & Areta (2009) suministraron evidencias de que P. flaviventris incluía dos especies crípticas (P. flaviventris y P. citreola) que se diferencian por la vocalización y las exhibiciones; lo que fue validado mediante la aprobación de la Propuesta N° 420 al Comité de Clasificación de Sudamérica (SACC) en marzo de 2010.
Un estudio de Jordan et al. (2020) que analizó el ADN mitocondrial de las especies del género, encontró que las dos especies (P. flaviventris y P. citreola) no se distinguen genéticamente dentro del muestreo realizado.
Los amplios estudios genético-moleculares realizados por Tello et al. (2009) descubrieron una cantidad de relaciones novedosas dentro de la familia Tyrannidae que todavía no están reflejadas en la mayoría de las clasificaciones. Siguiendo estos estudios, Ohlson et al. (2013) propusieron dividir Tyrannidae en cinco familias. Según el ordenamiento propuesto, Pseudocolopteryx permanece en Tyrannidae, en una subfamilia Elaeniinae Cabanis & Heine, 1859-60, en una tribu Elaeniini Cabanis & Heine, 1859-60, junto a Elaenia, Tyrannulus, Myiopagis, Suiriri, Capsiempis, parte de Phyllomyias, Phaeomyias, Nesotriccus, Pseudelaenia, Mecocerculus leucophrys, Anairetes, Polystictus, Culicivora y Serpophaga.